# 武康路40弄5号住宅
武康路40弄5号住宅是中国上海的一处历史建筑，位于今徐汇区武康路40弄5号。该建筑建于1930年代，3层建筑。
2015年，武康路40弄5号住宅被列为第五批上海市优秀历史建筑，编号XH-J-052-V。